# 入江聖奈
入江 聖奈（いりえ せな、2000年〈平成12年〉10月9日 - ）は、日本の元女子アマチュアボクシング選手。
鳥取県米子市出身。日本体育大学体育学部卒業、東京農工大学大学院農学府在学中。東京オリンピック ボクシング 女子フェザー級 金メダリスト。日本女子ボクシング界初の金メダル受賞者。

## 来歴
米子市立義方小学校2年生の時に読んだ小山ゆうの漫画『がんばれ元気』の影響で米子市内唯一のボクシングジム「シュガーナックルボクシングジム」に入門。ジムの会長である伊田武志に指導を受けた。
米子市立後藤ヶ丘中学校では陸上部に所属していた。800m走を専門とし、1年時に全国中学駅伝に出場した。ボクシングでは全国UJ大会に出場し、1年時に2学年上に当たる後の日本女子バンタム級王者柳井妃奈実にTKO勝ち。
県立米子西高校からボクシングに専念した。1年時に並木月海に敗れるも、2、3年の全日本女子選手権（ジュニア）を連覇した。国際大会でも2017年と2018年に世界ユース選手権にて銅メダルを獲得した。
2019年、日体大へ進学した。同年の世界選手権日本代表に選ばれ、本戦では準々決勝に進出したが、ネスティー・ペテシオに敗れベスト8で終わった。
12月8日、東京オリンピックアジア・オセアニア予選日本代表を決めるボックスオフで全日本チャンピオンで後のWBO女子世界スーパーフライ級王者晝田瑞希を下し代表を手にした。
2020年3月の予選では準々決勝でペテシオに4-1判定で勝利し、2012年ロンドン大会より採用された女子ボクシングで日本勢の出場第1号となった。決勝まで進むが、2018年世界選手権優勝の林郁婷に敗れ準優勝。
2021年、東京オリンピックボクシング女子フェザー級に日本代表として出場。7月24日、エルサルバドルのヤミレト・ソロルサノに判定勝ちし、五輪のボクシング女子初の日本人選手として初勝利を収めた。また、準々決勝はルーマニアのマリアクラウディア・ネクタを3-2の僅差の判定で勝利し、この時点で日本ボクシング女子選手史上初のメダリストが確定した。また、準決勝でイギリスのカリス・アーティングストールに3-2の判定で勝利した。8月3日、決勝でフィリピンのネスティー・ペテシオを5-0の判定で破り金メダルを獲得した。日本女子アマチュアボクシング選手として史上初の金メダリストであり、また全種目を通じて鳥取県出身選手では史上初の金メダリストとなった。同年11月の全日本選手権フェザー級では3年（2大会）ぶり2度目の優勝を果たした。
2022年1月、ウズベキスタンの首都タシケントで開催されたアジアU22選手権の女子フェザー級で金メダルを獲得し、本大会の女子最優秀選手にも選ばれた。
東京オリンピック ボクシング 女子フェザー級において金メダルを獲得した功績をたたえ、2022年3月29日、鳥取県米子市の米子市役所前に記念のゴールドポスト（第79号）が設置された（ゴールドポストプロジェクト）。
2022年11月、ヨルダンで開催されたアジア選手権に女子フェザー級で出場。五輪予選で敗れた林には雪辱を果たすも、決勝でカザフスタンのカリーナ・イブラヒモワに敗れ銀メダルを獲得した。この大会での女子フライ級は入江と同郷かつ大学同期の木下鈴花が日本人女子初の金メダルを獲得した。
2022年11月27日に行われた全日本選手権の決勝で吉澤颯希を判定で下して2連覇を達成。現役最後の大会で有終の美を飾った。

## 人物
- 蛙好きで蛙の飼育や蛙に関する品物の収集をしている他、休日には蛙の観察などに出かける[20][21][22][23]。実家では「ジャイ子」と名付けたツノガエルを飼っている[3]。東京オリンピックでの金メダル獲得後、鳥取県から県民栄誉賞と県スポーツ最高栄冠賞の授与を受けた際には、併せて鳥取砂丘の砂で作られた蛙がデザインされたメダルも贈呈された[24]。2023年春の大学卒業を機に現役を引退して大学院へ進み、蛙の研究者を目指すことを公言していたが、2022年9月、東京農工大学大学院農学府の入学試験に合格したことを明らかにした[25]。
- 日体大では心理学のゼミに所属し、「浮気の境界線」について研究する[3]。
- 蛙以外の趣味はYouTube観賞やゲームなどインドア派で、東京オリンピックの選手村にもNintendo Switchを持ち込んだ。ほか、海外遠征時には必ずカップ麺を持ち込み、中でも日清焼そばUFOや一平ちゃんを好む[26]。
- 漫才コンビ「ガンバレルーヤ」のまひるの母と入江の母親が少女時代から親友同士だったため、まひると入江の二人も幼い頃から交友関係がある[27]。
- 小・中学校の同級生に飛込競技選手の三上紗也可がいる[1][3][28]。
- ボクシング競技は大学4年時の全日本選手権までで区切りをつけ、卒業後は競技を続けない意向を示している[29]。
- 「聖奈」という名前はF1ドライバーのアイルトン・セナに由来する[26]。
- 大学の在学中の先輩に瀬川紗代(現プロボクサーミニマム級ワタナベジム所属)がいる[30]。
- 死ぬまでに日本で一番高いところでバンジージャンプを飛びたいという希望を持っている[31]。
- 2022年7月17日に行われた「関東大学女子トーナメント」では、日体大内部の事情で本来のフェザー級より2階級上のライトウエルター級で出場。上限の63キロに届かない61キロで出場するものの、日体大の主将としてチームを総合優勝に導いた[32]。

- ものまねタレントのMr.シャチホコは日本体育大学ボクシング部の先輩

## 戦歴
- 2017年 - AIBA世界ユース選手権バンタム級 銅メダル
- 2018年 - AIBA世界ユース選手権フェザー級 銅メダル
- 2019年 - 世界女子選手権ベスト8
- 2020年 - 東京オリンピックアジア・オセアニアアジアオセアニア予選 準優勝
- 2021年 - 東京オリンピック女子フェザー級 金メダル
- 2022年 - ASBCアジアU22選手権女子フェザー級 金メダル
- 2022年 - アジア選手権フェザー級 銀メダル

## 受賞歴
- プロ・アマチュア年間表彰
  - 2021年アマチュアボクシング部門 最優秀選手賞
  - 2022年アマチュアボクシング部門 優秀選手賞[33]
- 鳥取県県民栄誉賞（2021年）[24]
- 鳥取県スポーツ最高栄冠賞（2021年）[24]
- 米子市市民栄光賞（2021年）[34]
- 紫綬褒章（2021年）[35][36]